# Chinoperla gorohovi
Chinoperla gorohovi és una espècie d'insecte plecòpter pertanyent a la família dels pèrlids.
El seu nom científic honora la figura del Dr. A. V. Gorohov.

## Descripció
- Els adults presenten el cap de color marró fosc, les antenes i palps marrons, el pronot marró (més ample que llarg i amb rugositats fosques), els cercs marrons i les ales i la nervadura marró fosc.
- Les ales anteriors del mascle fan 9,5 mm de llargària.[3]

## Distribució geogràfica
Es troba al Vietnam.